# 前扣带皮层
前扣带皮层（英文：Anterior cingulate cortex），在人脑中，是大脑扣带皮层的前部，包围了胼胝体的前部。前扣带皮层属于布罗德曼分区系统第24、25、32、33分区。前扣带皮层参与了许多脑部的高阶功能，包括注意力分配、奖励、决策、道德及伦理、冲动控制（譬如错误检测与纠正）、情感等。

## 结构
在解剖学上，前扣带皮层位于后扣带皮层前部，可分为背部（认知区）、前部（情感区）。背部常被称为“中扣带皮层（midcingulate cortex）”，与前额叶皮质、顶叶、运动系统等区域相连，使其成为“自上而下和自下而上刺激”的核心站。前部则与杏仁核、伏隔核、下丘脑、丘脑、前岛叶等相连，参与评估情感显化和激励性信息。
特别的是，前扣带皮层含有纺锤体神经元（仅在人类及其它灵长类动物、大象、鲸豚类动物上发现），与脑部处理困难问题的功能有关。

## 功能
许多研究认为，前扣带皮层参与了错误检测与纠正、任务预期、激励、注意力、情感调控等功能。在压力环境下，前扣带皮层可能还参与调节自主神经系统，譬如调节血压和心率。

## 临床
前扣带皮层异常可能与强迫症、情绪不稳、无法认知错误、无动性缄默症、社交焦虑等病症有关。

## 图像

左侧大脑半球：前扣带皮层在红色标记处